# 본격추리물
본격추리물(本格推理物, 영어: whodunit)은 추리물의 하위 장르로서, 범죄를 저지른 범인이 누구인지 수수께끼처럼 숨겨져 있고 그 수수께끼를 푸는 것을 플롯으로 삼는 장르다. 독자는 주인공 탐정과 함께 사건의 실마리를 공유받으며, 끝까지 읽기 전에 독자 스스로 추리해서 범인을 알아맞힐 수도 있다. “독자와 작가의 대결”이라고도 요약된다.

## 같이 보기
- 범죄물
- 추리물
- 미스터리
- 미스터리 영화